# Duran (Familienname)
Duran oder Durán ist ein spanischer Familienname.

## Namensträger
- Agustín Durán (1789–1862), spanischer Literaturwissenschaftler
- Alejo Durán (* 1991), uruguayischer Rugby-Union-Spieler
- Alice McKennis Duran (* 1989), US-amerikanische Skirennläuferin
- Antonio Durán (1924–2009), spanischer Fußballspieler und -trainer
- Antonio Arellano Durán (1927–2003), venezolanischer Geistlicher, Bischof von San Carlos de Venezuela
- Arkaitz Durán (* 1986), spanischer Radrennfahrer
- Aroa Moreno Durán (* 1981), spanische Schriftstellerin
- Bahattin Duran (* 1975), türkischer Fußballschiedsrichterassistent
- Carlos Durán Cartín (1852–1924), 1889/90 Präsident von Costa Rica
- Cassius Duran (* 1979), brasilianischer Wasserspringer
- Diego Durán (1537–1588), spanischer Historiker, Schriftsteller und Dominikaner
- Eddie Duran (geb. als Edward Lozano Duran, 1925–2019), US-amerikanischer Jazz-Gitarrist
- Elena Durán (* 1949), amerikanische Flötistin
- Émile Auguste Carolus-Duran (1837–1917), französischer Maler
- Enric Duran (* 1976), antikapitalistischer Aktivist aus Katalonien
- Enver Duran (* 1945), türkischer Mediziner und Universitätsrektor
- Ernesto Durán Castro (* 1948), chilenischer bildender Künstler, Keramikkünstler und Bildhauer
- Fatih Duran (* 1987), deutsch-türkischer Fußballspieler
- Fernando Torres Durán (1937–2019), kolumbianischer Geistlicher und Bischof von Chitré
- Frederic Durán-Jordà (1905–1957), spanischer Arzt und Hämatologe
- Guillermo Durán (* 1988), argentinischer Tennisspieler
- Güzide Duran, türkische Schauspielerin
- Hakan Duran (* 1984), österreichischer Fußballspieler
- Hilario Durán (* 1953), kanadischer Musiker
- Hugo González Durán (* 1990), mexikanischer Fußballtorhüter
- Ilan Duran Cohen (* 1963), französischer Filmregisseur, Drehbuchautor, Filmproduzent und Schriftsteller
- Isaak ben Mose Hallevi Profiat Duran, jüdischer Gelehrter
- Iulia Cibișescu-Duran (* 1966), rumänische Komponistin
- Jaime Durán (* 1884), spanischer Radrennfahrer
- Jaime Amat Durán (* 1970), spanischer Hockeyspieler
- Jhon Durán (* 2003), kolumbianischer Fußballspieler
- Jorge Durán (Fußballspieler) (* 1969), venezolanischer Fußballspieler
- Jorge Durán (Sänger) (1924–1989), argentinischer Tangosänger
- José Amable Durán Tineo (* 1971), dominikanischer Geistlicher, Weihbischof in Santo Domingo
- José Manuel Durán (* 1945), spanischer Boxer
- Josep Duran i Pejoán (~1730–1802), katalanischer Komponist und Kapellmeister
- Julián Durán (* 19**), mexikanischer Fußballspieler
- Lisandro Alirio Rivas Durán (* 1969), venezolanischer Ordensgeistlicher, Bischof von San Cristóbal de Venezuela
- Luis Durán (* 1979), chilenischer Fußballspieler
- Marconi Durán (* 1980), costa-ricanischer Radrennfahrer
- María Ángeles Durán (* 1942), spanische Soziologin
- Mario Luis Durán Berríos (* 1964), bolivianischer Geistlicher, Weihbischof in La Paz
- Massimiliano Duran (* 1963), italienischer Profiboxer
- Milagros Durán (* 2000), dominikanische Sprinterin
- Paula Partido Durán (* 2005), spanische Fußballspielerin
- Pauline Carolus-Duran (1839–1912), französische Malerin
- Roberto Durán (* 1951), panamaischer Boxer
- Roxane Duran (* 1993), österreichisch-französische Nachwuchsdarstellerin
- Salomo ben Simon Zemach Duran († 1467), maghrebinischer Halachist
- Salvador Durán (* 1985), mexikanischer Rennfahrer
- Sargon Duran (* 1987), österreichischer Fußballspieler
- Schimon ben Tsemach Duran (1361–1444), mittelalterlicher jüdischer Gelehrter und Rabbiner
- Sixto E. Durán-Ballén (1899–1986), ecuadorianischer Botschafter
- Tomás López Durán (* 1961), mexikanischer Geistlicher, Weihbischof in Puebla de los Ángeles
- Ubire Durán (1920–??), uruguayischer Fußballspieler
- Vicente Rodrigo Cisneros Durán (1934–2017), ecuadorianischer römisch-katholischer Geistlicher, Erzbischof von Cuenca
- Victorina Durán (1899–1993), spanische Bühnen- und Kostümbildnerin, Hochschullehrerin und Malerin